# Aquilla (Ohio)
Aquilla és una població dels Estats Units a l'estat d'Ohio. Segons el cens del 2000 tenia 372 habitants.

## Demografia
Segons el cens del 2000, Aquilla tenia 372 habitants, 138 habitatges, i 98 famílies. La densitat de població era de 1.025,9 habitants/km².
Per edats la població es repartia de la següent manera: un 27,7% tenia menys de 18 anys, un 5,9% entre 18 i 24, un 36,6% entre 25 i 44, un 21,8% de 45 a 60 i un 8,1% 65 anys o més.
L'edat mediana era de 35 anys. Per cada 100 dones de 18 o més anys hi havia 86,8 homes.
La renda mediana per habitatge era de 48.750 $ i la renda mediana per família de 50.750 $. Els homes tenien una renda mediana de 29.643 $ mentre que les dones 19.583 $. La renda per capita de la població era de 16.256 $. Cap de les famílies i l'1,6% de la població estaven per davall del llindar de pobresa.

## Poblacions properes
El següent diagrama mostra les poblacions més properes.